# جسر فريد هارتمان
جسر فريد هارتمان (Fred Hartman Bridge) أو جسر باي تاون هو جسر معلق موجود في الولايات المتحدة الأمريكية في ولاية تكساس، ويقطع قناة سفن هيوستن. ويحمل الجسر 2.6 ميل (4 كم) من طريق الولاية السريع 146، بين مدينتي باي تاون، تكساس ولا بورت، تكساس (شرق هيوستن).
والجسر، الذي يحمل اسم فريد هارتمان (Fred Hartman) (1908-1991)، محرر وناشر جريدة بي تاون سن (Baytown Sun) من 1950 إلى 1974، هو أطول جسر مُعلّق في تكساس، وواحد من ثلاثة جسور مشابهة في الولاية، أما الجسران الآخران فهما: الجسر التذكاري للمحاربين القدامى في مقاطعة أورانج، تكساس، وجسر بلاف دايل المعلق في مقاطعة إرث بتكساس. وكان ترتيب الجسر بين أكبر جسور العالم هو السادس والسبعون منذ عام 1995 إلى 2003، وأصبح الآن في المركز السابع والسبعين. وقد تكلف بناء الجسر 117.5 مليون دولار.

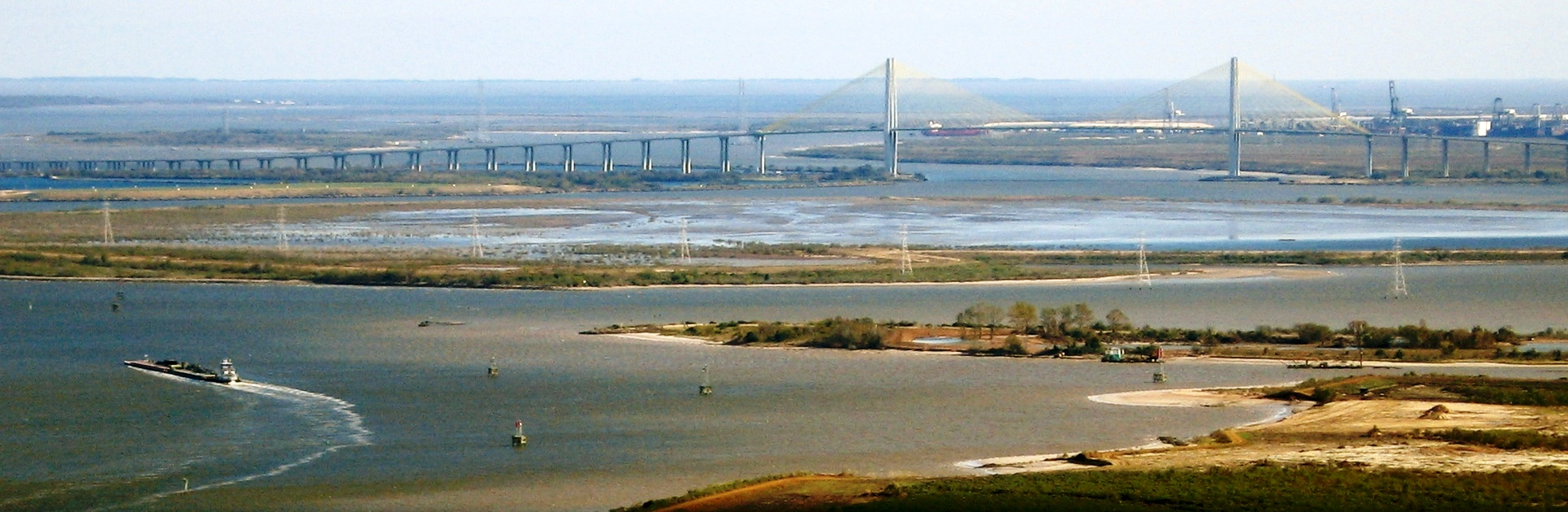
جسر فريد هارتمان

يحل الجسر محل نفق باي تاون (بنسبة خلصو عميق بمقدار 40 قدم or12.2 م). وكان يجب إزالة النفق حين تم زيادة عمق قناة سفن هيوستن ليصبح 45 قدم (13.7 م)، بعرض سفلي لا يقل عن 530 قدم (161.5 م)، لاستيعاب السفن الأكبر حجمًا. وتمت إزالة آخر قسم من نفق باي تاون من قناة سفن هيوسن في 14 سبتمبر 1999، وكانت وزارة النقل التابعة لتكساس.

## وصلات خارجية
|  |